# 薛楚玉
薛楚玉，生卒年不详，字瑶，大唐名将薛仁贵第五子，兄薛讷、薛慎惑、薛楚卿、薛楚珍，唐代绛州龙门（今山西河津）人。左羽林将军，封汾阴县伯。

## 家庭

### 夫人
- 河南宇文氏，隋朝开府仪同三司、十二卫大将军、沧夏二州刺史、凉州总管、汝南郡开国公，食邑一千七百户宇文神庆五代孙女，宇文雅玄孙女，唐朝房州治中、冀州长史、赵州长史宇文嵩曾孙女，唐朝散骑大夫、益州九陇县令宇文察孙女，唐朝右卫翊府左郎将宇文行廉之女，贺州桂岭县县尉宇文子贡的姐妹[1]。

### 子女
- 薛嶷，清河郡司户参军
- 薛岌，左金吾将军。
- 薛嵩，相卫节度使、平阳郡王
- 薛㟧，相卫节度使、太子少师
- 薛岸